# Xã Beery, Quận Hettinger, Bắc Dakota
Xã Beery (tiếng Anh: Beery Township) là một xã thuộc quận Hettinger, tiểu bang Bắc Dakota, Hoa Kỳ. Năm 2010, dân số của xã này là 30 người.